# Команешти (Галац)
Команешти (рум. Comănești) насеље је у Румунији у округу Галац у општини Кавадинешти. Oпштина се налази на надморској висини од 165 m.

## Становништво
Према подацима из 2002. године у насељу је живело 284 становника, од којих су сви румунске националности.